# Randen
Randen är en bergskedja i Schweiz, på gränsen till Tyskland.   Den ligger i kantonen Schaffhausen, i den norra delen av landet, 120 km nordost om Bern.
I omgivningarna runt Randen växer i huvudsak blandskog. Runt Randen är det tätbefolkat, med 683 invånare per kvadratkilometer.